# Intermezzo aus "Tausend und eine Nacht"
Intermezzo aus "Tausend und eine Nacht" är en komposition (utan opusnummer) av Johann Strauss den yngre. Den spelades första gången den 15 juni 1906 i Pratern i Wien.

## Historia
Johann Strauss första operett Indigo und die 40 Räuber hade premiär 1871. Musiken fick bra kritik men de flesta recensenter ansåg att den undermåliga texten inte gjorde musiken rättvisa. Under årens lopp gjordes flera försök med nya texter och det mest lyckade försöket att para ihop text och musik gjordes 1906. Gabor Steiner (1858-1944), son till teaterdirektören Maximilian Steiner, gav i uppdrag till librettisterna Leo Stein och Karl Lindau att skapa en helt ny version av Indigo und die 40 Räuber. Steiner bad även dirigenten Ernst Reiterer (1851-1921) att arrangera Strauss musik till det nya stycket. Den 15 juni 1906 hade den "nya" versionen premiär: Tausend und eine Nacht. Dagen därpå skrev tidningen Wiener Zeitung: "Till tonerna av den gamla 'Indigo und die 40 Räuber' har herrar Karl Lindau och Leo Stein skrivit en nytt, mycket bättre libretto, en orientalisk operett med drömlika tolkningar, ett överdådigt balettspektakel med sånger". 
Särskilt ett av Reiterers musiknummer blev populärt och spreds snabbt som en konsertfavorit över världen. Det var "Intermezzot" som återfanns mellan prologen och början av akt I. Reiterer hade kombinerat två kontrasterande teman från Strauss partitur: körens melankoliska tema "Du Schlummersaft mit Zauberkraft, in Träumerei'n wiege uns ein" (Nr. 17 finalen till akt II, vilken också hörs i ouvertyren) och melodin "Andante con moto" från Fantascas ballad (Nr. 10) "Geschmiedet fest an starre Felsenwand". Genom att effektivt använda repetitioner, crescendo och rik instrumentering lyckades Reiterer få ut det mesta av Strauss musik.
Intermezzo aus "Tausend und eine Nacht" var ett av favoritstyckena hos dirigenten Eduard Strauss II (1910-69), sonson till Johann Strauss broder Eduard Strauss. Två gånger spelade han in stycket på skiva. Efter Eduard Strauss död 1969 spelade Capelle Strauss "Intermezzot" som en hyllning till honom innan han begravdes bredvid sin farfar på kyrkogården Zentralfriedhof Wien-

## Om verket
Speltiden är ca 7 minuter och 46 sekunder plus minus några sekunder beroende på dirigentens musikaliska tolkning.

## Weblänkar
- Intermezzo aus "Tausend und eine Nacht" i Naxos-utgåvan.